# The Prophecy II
The Prophecy II (En español Ángeles y Demonios II, y en algunos mercados europeos, God's Army II) es una película producida por Walt Disney Studios afiliado por Buena Vista Home Video y lanzada directa a vídeo el 20 de enero de 1998, y es la secuela a The Prophecy. La película es protagonizada por Christopher Walken, Russell Wong, Jennifer Beals, Eric Roberts, Bruce Abbott, y Brittany Murphy, y estuvo nominada a los Premios Saturn.

## Argumento
Algunos años después del enfrentamiento en Chimney Rock Lucifer libera al arcángel Gabriel razonando que tener a otro ángel caído en el infierno es un riesgo para su reinado. 
Viéndose libre, Gabriel vuelve a centrarse en su guerra contra el cielo y sus huestes, por ello, decide visitar a Thomas Daggett, el hombre que lo derrotó y que ha tomado los votos del sacerdocio, enclaustrado en un monasterio atormentado por incesantes visiones del cielo y la segunda rebelión, por lo que ha podido escribir profecías que recopiló en un libro. Gabriel mata a Thomas después de una breve conversación y, buscando ayuda para orientarse en el mundo humano, encuentra a la suicida Izzy, a quien le niega la capacidad de morir después de suicidarse junto a su novio Julian, convirtiéndola en su sirviente contra su voluntad. 
Al mismo tiempo, la joven Valerie Rosales, una enfermera, es seducida por un joven al que había atropellado con su auto. Este hombre resulta ser en verdad el ángel Danyael, quien recibió como encargo por parte del Arcángel Miguel y engendrar con Valerie un Nefilim, un niño mitad ángel y humano. 
Por las profecías de Dagget Gabriel se entera de la concepción del Nephilim y ve esto como una amenaza hacia sus objetivos, por lo que se propone matarlo, enviando algunos ángeles caídos a emboscar a Rafael y Danyael, quienes rápidamente acaban con los rebeldes; pero Raphael es atacado y asesinado por Gabriel. Mientras, el niño se gesta a una velocidad antinatural en el útero de Valerie en pocos días. 
Gabriel e Izzy finalmente encuentran el domicilio de Valerie, donde el ángel mata a la abuela de la joven, que logra escapar con la ayuda de Danyael, después que éste se enfrenta a Gabriel siendo derrotado y herido gravemente, pero aun así logra sobrevivir. Valerie escapa con la ayuda de Izzy, que quiere deshacerse de Gabriel y ser libre de morir tal como lo desea.
Siguiendo el consejo de Danyael, Valerie busca refugio en una iglesia; allí se encuentra con Gabriel, quien intenta hacerla salir del recinto para matarla, debido a que incluso para los caídos es impensable mancillar un sitio que ha sido consagrado a Dios; pero su plan es frustrado por la llegada de la policía, por lo que el ángel debe huir con la ayuda de Izzy.
Guiada por Danyael, Valerie llega al territorio donde Dios ubicó el Jardín del Edén, que actualmente la mano del hombre ha convertido en una planta incineradora de residuos. El ángel explica a la enfermera que en el presente el Edén es el refugio de los ángeles leales a Dios; allí Valerie conoce a su líder Miguel. Este le explica que sus huestes son una minoría destinada a fracasar y ser exterminados por los hombres de Gabriel, razón por la cual ordenó la concepción de su hijo, al cual reclamaría como integrante de su ejército y que, como nefilim, tendrá tanto poder como un ángel, pero con el alma y libre albedrío de un humano, lo que les permitirá terminar con la guerra. Miguel explica que originalmente su plan era permitirle criar al niño y reclamarlo en algún momento durante su niñez, cuando su presencia fuera inevitablemente necesaria, pero ahora, con Gabriel tras su pista, pide a Valerie que lo entregue al momento de nacer.
Gabriel e Izzy llegan al Edén y Gabriel exige a Miguel acceso para matar a Valerie, ambos se envuelven en un debate donde el caído alega que, a diferencia de los humanos, Dios ya no le habla y por ello desea restaurar el antiguo orden, donde ellos eran los más amados. Miguel, molesto por las amenazas decide confiar en su fe y, tras ordenar a sus ángeles no interferir, le permite entrar confiando en la voluntad de Dios. 
Mientras Gabriel e Izzy persiguen a Valerie por las instalaciones Danyael, recrimina a su líder el poner en peligro a su hijo y a la mujer por la que ha desarrollado sentimientos, por lo que desobedece y se enfrenta a Gabriel quien finalmente lo mata. Izzy, a su vez, rastrea a Valerie, pero la deja escapar y disfrazándose con la chaqueta de la enfermera engaña al ángel para que la mate y con ello gana tiempo para la mujer.
Valerie y Gabriel finalmente se encuentran en lo alto de las instalaciones; allí la joven logra sacudir la fe del arcángel en su propia causa al hacerle entender que Dios nunca ha dejado de hablar con él, pero es Gabriel quien rechaza oírlo; tras esto se sujeta al ángel y se arroja con él al vacío confiando en Dios; como consecuencia, Gabriel es empalado por una barra de hierro mientras que Valerie resulta ilesa. Miguel reconoce este resultado como la voluntad de Dios y retira a Gabriel su nombre, convirtiéndolo con ello en un humano. 
Valerie descubre que Danyael murió protegiéndola y lo reconoce como alguien con un corazón que lo ponía por encima del resto de su especie; motivada por su sacrificio rechaza la petición de Miguel de llevarse de inmediato a su hijo, prefiriendo vivir con el miedo de que un día desaparecerá y no volverá a verlo, pero con la certeza de que al ser criado en la tierra desarrollará su naturaleza humana y esto lo diferenciará de otro ángeles.
Años después se ve que Valerie dio a luz un niño al que llamó Daniel y mientras lo ve tomar el bus escolar demuestra su cotidiano miedo a que sea el día en que finalmente desaparezca y no regrese a su lado. También se muestra a Gabriel como un mendigo que toca la trompeta en las calles a cambio de limosnas mientras se acostumbra su nueva naturaleza.

## Reparto
- Christopher Walken como Arcángel Gabriel.
- Russell Wong como Danyael.
- Jennifer Beals como Valerie Rosales.
- Brittany Murphy como Isabelle "Izzy".
- Eric Roberts como Arcángel Miguel.
- Glenn Danzig como Samayel.
- Steve Hytner como Joseph.
- Bruce Abbott como Thomas Daggett.
- J. G. Hertzler como Padre William.
- Michael Raimi como Danyael Jr.

## Banda sonora
La música cinematográfica por David C. Williams fue lanzada en Perseverance Records el 19 de septiembre de 2006.
En una escena de la película suena el tema Missing de Thermadore.